# Privatdozent

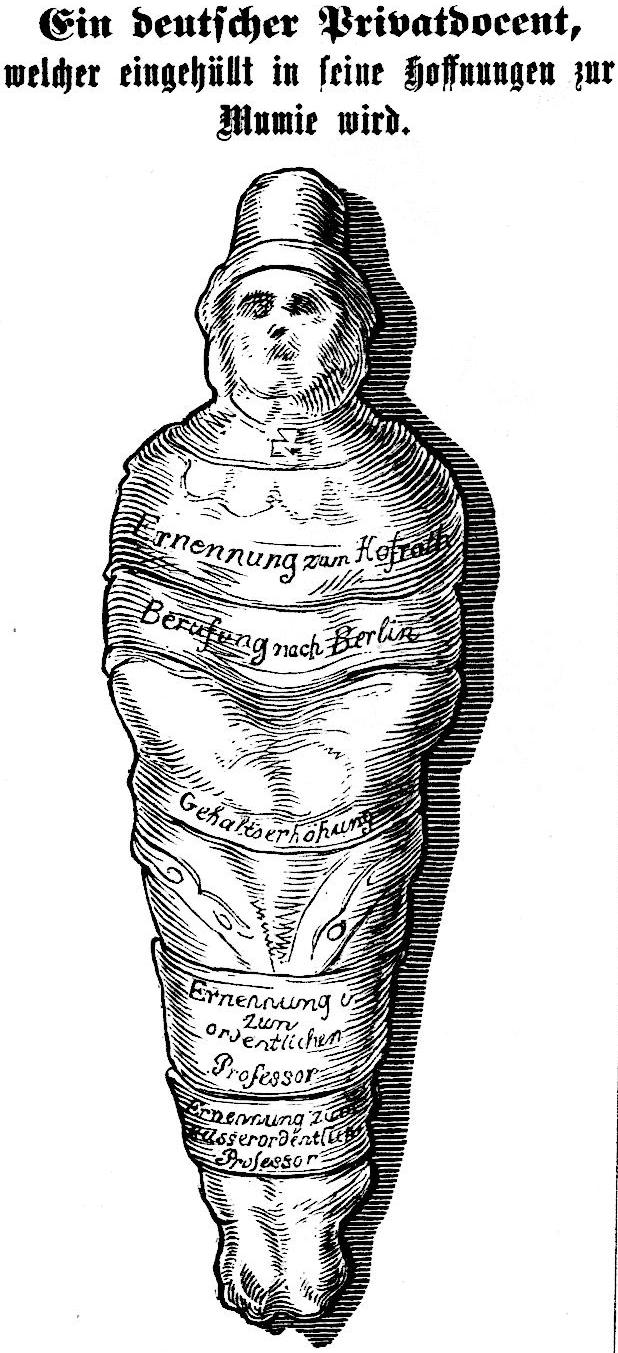
Karikatur eines Privatdozenten in den Fliegenden Blättern (1848); Überschrift: „Ein deutscher Privatdozent, welcher eingehüllt in seine Hoffnungen zur Mumie wird.“ Auf der Mumie sind verschiedene „Hoffnungen“ zu lesen, die von unten nach oben immer ehrgeizigere Karriereziele werden: die Ernennung zum außerordentlichen Professor, die Ernennung zum ordentlichen Professor, eine Gehaltserhöhung, eine Berufung an die Berliner Universität und schließlich die Ernennung zum Hofrat.

Privatdozent (abgekürzt PD oder Priv.-Doz.) ist an einer wissenschaftlichen Hochschule die Bezeichnung für einen habilitierten Wissenschaftler mit Lehrberechtigung, der keine Professur innehat. Die Bezeichnung geht auf das lateinische Wort privatus („eigenständig“) zurück. Privatdozenten sind zur selbständigen und alleinverantwortlichen akademischen Lehre berechtigt; sie gelten in einigen deutschen Bundesländern als Hochschullehrer und dürfen in der Regel auch Doktoranden betreuen. Es wird durch die Bezeichnung Privatdozent kein Beschäftigungs- oder Dienstverhältnis begründet.
In Österreich verliehen Universitäten bis 2003 mit der Habilitation die Lehrbefugnis als Universitätsdozent (Univ.-Doz.), was immer wieder zu Verwechslungen mit der Verwendung des Begriffs für Beamte führte. Erst 2004 wurde die Bezeichnung Privatdozent auch in Österreich eingeführt. Damit wurde die Lehrbefugnis (als Privatdozent) von der Beamtenstellung (Univ.-Doz.) auch begrifflich unterschieden.

## Deutschland
Üblicherweise wird zwischen Lehrbefähigung (facultas docendi, erreicht durch die Habilitation) und Lehrbefugnis (venia docendi, verliehen auf Antrag der Fakultät) unterschieden. Privatdozenten verfügen nicht nur über die Lehrbefähigung, sondern auch über die Lehrbefugnis. In der Regel sind sie zu einer Mindestzahl von Lehrveranstaltungen an ihrer Hochschule verpflichtet, zumeist unentgeltlich. Halten sie diese sogenannte „Titellehre“ nicht ab, verlieren sie die Lehrbefugnis und damit die Bezeichnung Privatdozent. Obwohl das Bundesverwaltungsgericht bereits 1994 in einem Grundsatzurteil (Az.: 6 C 40/92) festgelegt hat, dass Hochschulen nicht mehr als eine Semesterwochenstunde verlangen dürfen, wird dies bis heute nur im Saarland konsequent umgesetzt. In Ländern wie Sachsen, Bayern und Baden-Württemberg werden sogar ausdrücklich zwei Semesterwochenstunden Titellehre gefordert.
Das Bundesverwaltungsgericht kam zudem in obigem Urteil zu dem Schluss, dass die Titellehre auch anderweitig als durch unentgeltliche Lehre an der Fakultät der Hochschule, die diesen Titel ausstellt, erbracht werden kann und bei öffentlichem Interesse an der Lehre – im Gegensatz zum Interesse des Privatdozenten an der dann auch unentgeltlich zu erbringenden Titellehre zum Erhalt des Titels – auch vergütet erfolgen darf. So ist es einerseits durch die Übernahme einer Vertretungsprofessur im Dienstverhältnis, aber auch schon mit einem Dienstverhältnis als Wissenschaftlicher Mitarbeiter mit Lehrdeputat gegeben.
In den theologischen Fakultäten wird für die Lehrberechtigung außer der Habilitation auch eine kirchliche Erlaubnis vorausgesetzt. In einigen Bundesländern wird mit der Habilitation, welche die Lehrbefähigung umfasst, der akademische Grad eines habilitierten Doktors („Dr. habil.“) verliehen; die Lehrberechtigung (lateinisch venia legendi) mit der Bezeichnung Privatdozent und der Zugehörigkeit zur Hochschullehrerschaft muss separat beantragt werden:
- In Bayern erlangt die habilitierte Person mit der Feststellung der Lehrbefähigung den akademischen Grad eines habilitierten Doktors („Dr. habil.“).[6] Die Universität erteilt auf Antrag der habilitierten Person die Lehrbefugnis in dem Fachgebiet der Lehrbefähigung, womit das Recht zur Führung der Bezeichnung „Privatdozent“ verbunden ist. Die Bezeichnung „Privatdozent“ kann entzogen werden, wenn nicht eine (auch unentgeltliche) Lehrtätigkeit im Umfang von mindestens zwei Semesterwochenstunden abgehalten wird.[7]
- In Brandenburg wird die Habilitation durch die Habilitationsordnungen der zuständigen Fachbereiche geregelt. Auf Antrag wird dem Habilitierten die Lehrbefugnis verliehen, wodurch er berechtigt ist, die Bezeichnung „Privatdozent“ zu führen.[8] Die philosophische Fakultät der Universität Potsdam verleiht mit der Lehrbefähigung den akademischen Grad „Dr. phil. habil.“.[9] Die juristische Fakultät der Universität Potsdam vergibt den akademischen Grad „Dr. jur. habil.“. Damit erhält der Bewerber das Recht, seinem Doktorgrad den Zusatz „habil.“ hinzuzufügen.[10] An der BTU Cottbus-Senftenberg wird der akademische Grad „Dr. habil.“ nach Abschluss des Habilitationsverfahrens verliehen. Die akademische Bezeichnung „Privatdozent der Brandenburgischen Technischen Universität Cottbus-Senftenberg“ wird verliehen, wenn der Habilitierte beantragt, an der Hochschule zu lehren und daraufhin die Lehrerlaubnis erhält.[11]
- In Hessen können Fakultäten nach erfolgreicher Habilitation den akademischen Grad eines habilitierten Doktors (Dr. habil.) verleihen.[12] Auf Antrag verleiht der Fachbereich Habilitierten die Bezeichnung „Privatdozent“. Wer unbegründet zwei aufeinander folgende Semester keine Lehrtätigkeit ausübt, verliert das Recht, die akademische Bezeichnung zu führen.[13]
- In Nordrhein-Westfalen treffen die Fachbereiche/Fakultäten der Hochschulen in ihren Habilitationsordnungen Regeln in eigener Verantwortung durch Satzungen. Diese können vorsehen, dass der Habilitierte seinem Doktorgrad den Zusatz „habil.“ (habilitatus) hinzufügen kann. Die Venia legendi, die Befugnis selbständig Lehrveranstaltungen anbieten zu dürfen, muss separat beantragt werden. Auf Grund der Verleihung der Befugnis ist der Habilitierte berechtigt, die Bezeichnung „Privatdozentin“ oder „Privatdozent“ zu führen.[14] Der Priv.-Doz. hat eine bestimmte Lehrverpflichtung, von der er sich zeitweise beurlauben lassen kann.
- In Sachsen wird mit der Habilitation die Lehrbefugnis zuerkannt und die Befugnis eingeräumt, den Zusatz „habil.“ zum Doktorgrad zu führen. Auf Antrag verleiht der Fakultätsrat einem Habilitierten die Bezeichnung „Privatdozent“, wenn er sich zur Übernahme von Lehrverpflichtungen in seinem Fachgebiet von mindestens zwei Semesterwochenstunden verpflichtet (§ 42 Abs. 4 des Sächsischen Hochschulgesetzes).

In einigen Bundesländern wird aufgrund der Habilitation (Lehrbefähigung) direkt die Lehrbefugnis und die Bezeichnung „Privatdozent“ verliehen:
- In Baden-Württemberg wird nach dem erfolgreichen Abschluss des Habilitationsverfahrens die Lehrbefugnis für ein bestimmtes Fach verliehen. Damit ist automatisch auch das Recht zur Führung der Bezeichnung „Privatdozent“ verbunden, solange man im jeweiligen Fachgebiet Lehrveranstaltungen von mindestens zwei Semesterwochenstunden abhält.[3] Der Grad Dr. habil. wird in Baden-Württemberg nicht verliehen.
- In Niedersachsen ist die Habilitation mit der Erteilung der Lehrbefugnis und der Berechtigung verbunden, den Titel „Privatdozent“ zu führen und den Doktorgrad um einen auf die Habilitation hinweisenden Zusatz zu ergänzen (§ 9 a Abs. 2 des Niedersächsischen Hochschulgesetzes).
- In Rheinland-Pfalz als einzigem Land wurde die Bezeichnung Privatdozent zwischen 2003 und 2008 nicht verliehen. Durch einen einstimmigen Beschluss des Landtages vom 27. Februar 2008 wurde die Bezeichnung durch Änderung des Hochschulgesetzes wieder eingeführt.[15] Privatdozenten gelten hier allerdings nicht als Hochschullehrer. Habilitierte können an der Hochschule, an der sie sich habilitiert haben, selbständig lehren (Lehrbefugnis) und sind in diesem Fall berechtigt, sich „Privatdozent“ zu nennen. Die Lehrbefugnis kann widerrufen werden, wenn unangemessen lange von der Lehrbefugnis kein Gebrauch gemacht wird.[16] Die Habilitationsordnungen der verschiedenen Fakultäten können vorsehen, dass der Habilitierte außerdem seinem Doktorgrad den Zusatz „habil.“ (habilitatus) hinzufügen darf.[17]
- Im Saarland berechtigt die erfolgreiche Durchführung eines Habilitationsverfahrens zur Führung der Bezeichnung „Privatdozent“. Damit erhält der Habilitand die Lehrbefugnis für das angestrebte Fach. Privatdozenten müssen in ihrem Fachgebiet, für das ihnen die Lehrbefugnis verliehen worden ist, Lehrveranstaltungen im Umfang von einer Semesterwochenstunde anbieten.[18]
- In Sachsen-Anhalt wird nach erfolgreicher Habilitation der Grad „doctor habilitatus“ („Dr. habil.“) verliehen. Mit der Verleihung dieses Grades wird die Lehrbefugnis und die Berechtigung zur Führung der Bezeichnung „Privatdozent“ zuerkannt.[19]

### Stellung innerhalb der Hochschulen
Habilitation und Lehrbefugnis begründen kein Dienstverhältnis und keine Anwartschaft auf Begründung eines solchen. Privatdozenten konnten (bis ca. 1959) an der Hochschule als „Diätendozenten“ in einem Dienstverhältnis als Beamter auf Probe stehen. Auch heute können sie in einem Dienstverhältnis zur Hochschule stehen, beispielsweise als wissenschaftlicher Mitarbeiter (zum Beispiel als Akademischer Rat oder im Angestelltenverhältnis) oder nebenberuflich tätig sein. In den 1960er Jahren wurden an Stelle der früheren Diätendozenten die beamteten Stellen eines „Wissenschaftlichen Rates“, eines „Abteilungsvorstehers“, eines „Universitäts-Dozenten“ bzw. „Hochschuldozenten“ und eines „beamteten Privatdozenten“ eingeführt, die dann ab 1970–1975 in die Besoldungsgruppen AH 5 oder 6 übergeleitet wurden. Der außerplanmäßige Professor, der zugleich „Wissenschaftlicher Rat“ war, wurde zum ordentlichen Professor (AH 6) befördert.
Privatdozenten gehörten ursprünglich überall, jetzt aber nur noch in einigen Bundesländern, zur Gruppe der Hochschullehrer. Als solche haben sie das Recht, im Rahmen von Promotions- und Habilitationsverfahren Betreuer, Gutachter und Prüfer zu sein sowie akademische und – bei entsprechender Bestellung – auch kirchliche und staatliche Prüfungen abzunehmen. Die Prüfungsberechtigung ist je nach Landesrecht unterschiedlich geregelt.
Auf Vorschlag der jeweiligen Fakultät bzw. des jeweiligen Fachbereichs kann aufgrund eines entsprechenden Verfahrens, das hervorragende Leistungen in Forschung und Lehre attestiert, der Bezeichnung außerplanmäßiger Professor (apl. Prof.) verliehen werden. In einigen Bundesländern sind Mindestzeiten der Lehrtätigkeit als Privatdozent vorgeschrieben (in der Regel zwei bis sechs Jahre). Mit der Bezeichnung Außerplanmäßiger Professor wird ebenfalls kein Dienstverhältnis begründet.
Anfang der 1970er Jahre war für einen befristeten Zeitraum in Hochschul- bzw. Hochschullehrergesetzen der Länder eine Übernahme von Habilitierten, die sich zum Zeitpunkt der Habilitation auf Stellen des sogenannten akademischen Mittelbaus alter Art befanden, auf Professorenstellen (Besoldungsgruppen AH 3 bis 5) vorgesehen. Diese Überleitungen führten in einigen Ländern (Hamburg, Nordrhein-Westfalen) zu Rechtsstreitigkeiten. In diesem Zusammenhang muss hervorgehoben werden, dass die Forderungen der damaligen Bundesassistentenkonferenz (BAK) – „jeder Assistent, der lehrt, ist Professor“ – erfüllt wurden, sodass, zum Beispiel an den West-Berliner Universitäten, zwischen 1970 und 1975 auch Nicht-Habilitierte wie die promovierten Oberassistenten und Oberingenieure (AH 5), die promovierten Assistenten, die seit mindestens vier Jahren promoviert waren und die nichtpromovierten Oberingenieure und Akademischen Räte als Professoren nach AH 4 (später C2) übergeleitet wurden (im Berliner Jargon „Aprilprofessoren“ oder „Discountprofessor“). Durch Klagen konnten weitere nichtpromovierte Oberingenieure und Akademische Räte, die in dieser Zeitspanne ihr Dienstverhältnis begonnen hatten, zum „AH 4“, später C2-Professor, übernommen werden. Das neue Hochschulrahmengesetz vom 1. Januar 1976 beendete die Überleitung des Mittelbaus in Professorenstellen. Nachteilig für alle nachfolgenden Generationen von Habilitierten wirkte sich auch der Wegfall der akademischen oben genannten „Zwischenpositionen“ aus, die im neuen Hochschulrahmengesetz nicht mehr vorgesehen waren.

### Eingriffsrechte des Staats bis 1945
Privatdozenten waren zunächst, da ohne Dienstverhältnis, hinsichtlich ihrer Lehre zwar der Fakultät, in der Regel aber nicht der staatlichen Aufsicht unterstellt. Nachdem allerdings der Physiker Leo Arons als Privatdozent an der Berliner Friedrich-Wilhelms-Universität der SPD beigetreten war, erließ der preußische Staat 1898 die sogenannte „Lex Arons“, die eine Tätigkeit an einer preußischen Universität bei gleichzeitiger Mitgliedschaft in der SPD ausschloss. In der Weimarer Republik wurden derartige Eingriffsrechte des Staates wieder abgeschafft. Diese Unabhängigkeit vom Staat ging in der Zeit des Nationalsozialismus verloren. Eine neue Reichs-Habilitations-Ordnung von 1934 trennte die Habilitation und die Erteilung der Lehrbefugnis voneinander. Während die Erteilung der Habilitation weiterhin bei den Fakultäten lag, wurde die Lehrbefugnis erst nach einer aufwändigen politischen Überprüfung der Kandidaten in einem "Dozentenlager" und einer "Dozenten-Akademie" vom Reichserziehungsministerium erteilt (oder verweigert).

### Finanzielle Situation
Der Status als Privatdozent ist vollkommen unabhängig von einem Beschäftigungsverhältnis. Für Privatdozenten, die nicht in einem Dienst- oder Arbeitsverhältnis zu einer Hochschule (zum Beispiel als akademischer Rat/Oberrat oder wissenschaftlicher Angestellter) stehen, können sich verschiedene Verdienstmöglichkeiten eröffnen. Bis 1970 erhielten sie in Westdeutschland wie Professoren Hörergeld nach der Zahl der an ihren Veranstaltungen teilnehmenden Studenten. Für Privatdozenten war dies der einzige Lohn, für die planmäßigen Professoren ein Zusatzverdienst zu ihren Dienstbezügen; dies gehört jedoch der Vergangenheit an. Einige Privatdozenten werden heute aus Drittmitteln im Rahmen von Forschungsprojekten entlohnt. Auch die befristete Vertretung einer Professur, beispielsweise bis zum Abschluss eines Berufungsverfahrens oder während einer Beurlaubung des Stelleninhabers, ist möglich; die Besoldung bzw. Vergütung entspricht dann der eines entsprechend eingestuften Professors.
Besonders in den Geisteswissenschaften arbeiten manche Privatdozenten auf der Grundlage von Lehraufträgen, die zwar Auslagenersatz (Anreisekosten, Material) vorsehen, aber insgesamt sehr deutlich unterhalb des Existenzminimums vergütet werden. Privatdozenten, die weder angestellt sind noch einen bezahlten Lehrauftrag haben, müssen unentgeltlich lehren, um ihre Bezeichnung weiter führen zu können.

## Österreich
Privatdozenten sind Personen, denen auf Grund ihrer wissenschaftlichen oder künstlerischen Qualifikation von der Universität die Lehrbefugnis (Venia Docendi) für ein wissenschaftliches oder künstlerisches Fach verliehen wurde (Habilitation). Durch die Erteilung der Lehrbefugnis wird weder ein Arbeitsverhältnis begründet noch ein allfällig bestehendes Arbeitsverhältnis zur Universität verändert. Privatdozenten zählen nicht zum Universitätspersonal, sehr wohl aber (wie auch zum Beispiel die Studenten) zu den Universitätsangehörigen.

## Schweiz
Privatdozenten müssen die Lehrbefugnis erwerben (Venia Legendi), also das Recht, in ihrem Fachgebiet Lehrveranstaltungen frei anzukündigen, durchzuführen und Prüfungen abzunehmen. In dieser Funktion beziehen sie kein Gehalt, sondern nur eine Entschädigung.